# Zagora (wieś w Chorwacji)
Zagora – wieś w Chorwacji, w żupanii krapińsko-zagorskiej, w mieście Krapina. W 2011 roku liczyła 94 mieszkańców.